# Mehamnolyckan
Mehamnolyckan var en flygolycka som skedde i Norge den 11 mars 1982. Den blev mycket omdebatterad både för att den var den första med ett flygplan av denna typ och för att flygplanet störtade i klart väder. Eftersom det pågick en Nato-övning i området har olika teorier framlagts om att ett militärt flygplan orsakade olyckan. Tre olika offentliga granskningar av Mehamnsolyckan har gjorts, vilket gör den till den mest undersökta flygolyckan i Norge. Debatter i medierna har uppstått med ungefär fem års mellanrum (1987, 1992, 1997, 2002 och 2007). Den senaste granskningen avslutades 2005 av en kommission utsedd av Stortinget. Den kom till slutsatsen att det inte skett någon kollision i luften, utan att den mest sannolika orsaken till olyckan var att höjdrodersystemet brutit ihop.

## Olyckan
Den 11 mars 1982 störtade en LN-BNK DHC-6 Twin Otter från Widerøe, i havet vid Omgang utanför Gamvik. Planet var på väg från Berlevåg till Mehamn. Alla 15 ombord omkom.

## Räddningsförsök
Två norska militära jetflyg av modellen F-104 Starfighter och en Jet Falcon deltog i sökandet nära nedslagsplatsen. Detta ansågs vara en orsak till ryktena om att olyckan orsakades av ett annat flygplan. Mehamnolyckan var den första dödsolyckan i Norge med ett av Widerøes Twin Otter flygplan.